# Місто Z: Хранителі

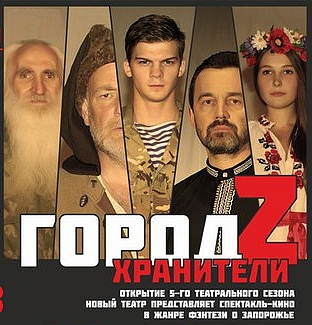
Місто Z: Хранителі

«Місто Z: Хранителі» (рос.: Город Z: Хранители) — двомовна саунд-віжн-драма (вистава-кіно), що поставлена Новим театром (м.Запоріжжя) за п'єсою Владислава Лебедєва. Про трагічні події 2014-2015 років в Україні та їх наслідки.
У постановці брали участь:
Автор п'єси: Владислав Лебедєв. 
Режисер-постановник: Світлана Лебедєва. 
Відеоінсталяція, редактор, монтаж: Олександр Соловйов. 
Художник: Наталія Ступакова. 
Відеозйомка: Володимир Павелко, Олександр Рудик, Євген Кий. 
У головних ролях: Олександр Мосійченко, Владислав Лебедєв, Дмитро Московцев, Анна Соловйова, Володимир Кириченко. Всього 18 дійових осіб. 
Використані пісні  Арсена Мірзояна.
Тривалість вистави 2 години 30 хвилин.
 Світлана Лебедєва, режисер: 
|  | Ми намагалися стерти грань між містикою і реалізмом, які присутні в цьому світі, паралельний світ, який впливає на нас як і реальний, змінює нашу свідомість і створює щось в цьому світі, ми не повинні забувати про це. Не можна забувати ці традиції, не можна забувати минуле, це місто відрізняється від інших міст в Україні, завдяки цим міфам, цій містиці це місто може щось створити і допомогти Україні. |

## Сюжет
Український хлопець Іван, доброволець у зону АТО, поранений і контужений під час обстрілів «градами», повертається додому в Запоріжжя і дізнається, що мати нещодавно померла від раку, а квартиру забрали за неповернений кредит. Іван не може влаштуватися на роботу і отримати пільги як учасник бойових дій. Зневірившись, він намагається встановити справедливість за допомогою сили і пістолета, привезеного з АТО.
Випадок зводить його з диваком, який називає себе Хранителем, - як згодом стає відомо, людиною, наділеною особливими здібностями, учителем-містиком. Хранитель намагається допомогти Івану знову знайти сенс і віру в життя і зробити з Івана свого наступника.
Хранитель знайомить Івана з характерником - ще більш древнім хранителем із запорізьких козаків, і своєю дочкою Дашею. Так само він навчає Івана здатності переміщатися в часі. Подорожуючі по різних епохах (часи Запорізького козацтва, громадянська війна, німецько-радянська війна), зустрічаючись з різними людьми, мимоволі поряд з хранителями беручи участь у минулих подіях, Іван переконується в тому, що між минулим і сучасністю існують паралелі, часи повторюються. Нескінченна боротьба за владу, безглузді братовбивства, безіменні подвиги, тяжкі страждання і прихована надія - вічні супутники українців.
Поступово під впливом Хранителя Іван змінюється, відновлює здоров'я за допомогою стародавніх козацьких бойових мистецтв. Але, відчувши, що втрачає особисту свободу, і, дізнавшись, що потрапив в залежність від хранителів не випадково, а відповідно до якогось «плану вищих сил», згідно з яким він був врятований під час бою, він рве відносини з хранителями.
Намагаючись шантажем змусити банк повернути квартиру, Іван потрапляє під арешт. Хранитель йде наперекір планом вищих сил і, порушуючи власну карму, змінює минуле, витягуючи Івана з неприємностей.
Тим часом дочка Хранителя Даша (теж хранитель) розлучається зі своїм коханим, який залишає Україну і їде жити до Америки. У засмучених почуттях Даша їде волонтером в зону АТО і потрапляє в полон до сепаратистів. 
Хранитель, Характерник і Іван проводять продуману спецоперацію і звільняють Дашу з полону.
Іван допомагає Даші пережити травму і поступово закохується в неї, знаходить сенс в тому, щоб допомагати людям і змінювати життя на краще, допомагати Хранителю, рятувати світ і рідне місто від незворотних згубних наслідків діяльності нерозумних людей. Іван стає Хранителем.
Характерник отримує інформацію від «вищих сил», що вони врятували не того Івана (переплутали прізвище). Тепер треба виправити ситуацію і знову повернутися в минуле. Іван пропонує обміняти себе на тезку, але хранителі з такою жертвою не згодні. Вони пропонують Івану самому повернутися в минуле і врятувати «справжнього» Івана і, якщо вийде, то і всіх бійців із взводу Івана, загиблих при обстрілі. Іван відправляється в недавнє своє минуле і потрапляє в ту точку, де повинні були прозвучати перший провокаційні постріли, які потягли за собою обстріли «градів». В останній момент йому вдається зупинити постріли і врятувати товаришів від смерті.